# Annalen von Inisfallen

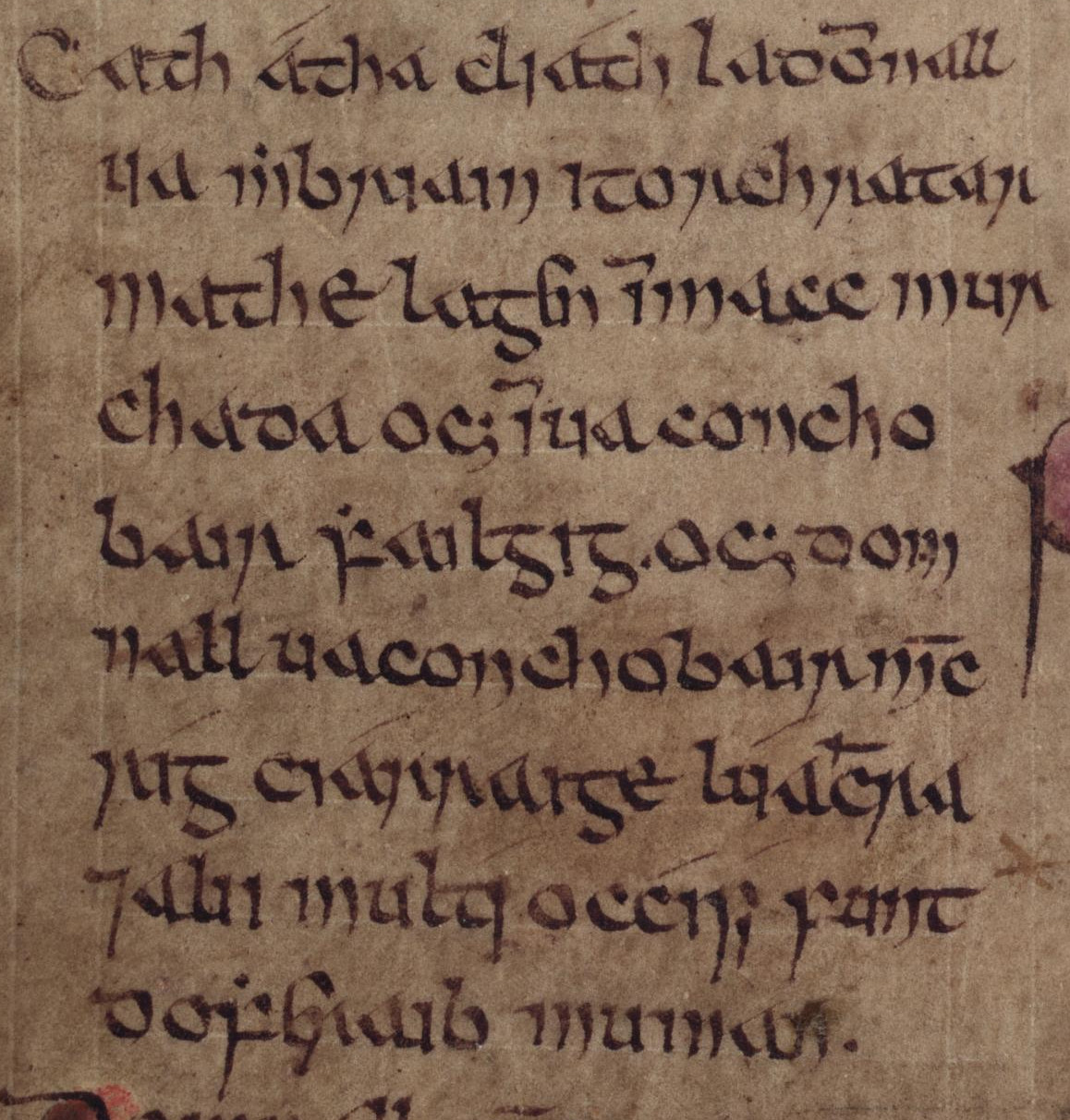
Annalen von Inisfallen (Bodleian Library MS Rawlinson B 503), Folio 34r

Die Annalen von Inisfallen (irisch Annála Inis Faithleann, englisch Annals of Inisfallen) sind die älteste erhaltene mittelalterliche Chronik Irlands.
Die Annalen sind in irischer und lateinischer Sprache verfasst. Sie bestehen aus einem undatierten Teil, der die Zeit vor Patrick beschreibt, und einem zweiten Teil mit Jahreszahlen, der die Zeit von 433 bis 1450 umfasst.
Es wird davon ausgegangen, dass der größte Teil der Einträge von vor dem 10. Jahrhundert aus den nicht mehr erhaltenen Annalen von Clonmacnoise in der Abtei Emly Ende des 10. Jahrhunderts kopiert wurden, wobei Kürzungen und Entstellungen nicht ausblieben. Die Chronik wurde danach in Toomgraney fortgeführt, Mitte des 11. Jahrhunderts in Killaloe kopiert und um 1119 nach Lismore überführt, wo sie fortgesetzt wurde. Mit Beginn des 12. Jahrhunderts wurde die Chronik im Kloster Inisfallen auf der gleichnamigen Insel bei Killarney gepflegt.
Die einzige erhaltene Handschrift befindet sich in der Bodleian Library der Universität Oxford. Es wird vermutet, dass sie im Verlauf des 12. bis 15. Jahrhunderts in Inisfallen entstanden ist. Es fehlen die Einträge für die Jahre 1131 bis 1158, 1215 und 1286 bis 1294.

## Inisfallen-Ogham-Text
Ein Besonderheit in den Annalen von Inisfallen ist der Inisfallen-Ogham-Text, der zu den ältesten in Ogham-Schrift verfassten Texten in mittelalterlichen Manuskripten gehört.